# Sarajevo Oriental
Istočno Sarajevo, ou Sarajevo Oriental (Cirílico: Источно Сарајево;  inglês:East Sarajevo) é uma cidade da República Sérvia (República Srpska), na Bósnia e Herzegovina, nas proximidades da capital Sarajevo, da qual fica a nordeste. Não é uma zona altamente urbanizada, apesar de ser oficialmente uma cidade, já que é uma parte de Sarajevo, agora na República Srpska.

## Nome
Antes era conhecida como Srpsko Sarajevo (Српско Сарајево, Sarajevo Serbio), mas o Tribunal Constitucional da Bósnia e Hewzegovina definiu a troca do nome.

## Características
Já que de juris, a capital da República Srpska é Sarajevo, Sarajevo Oriental é considerada como capital dessa entidade, pois, sem dúvida e de facto ,a capital da República Srpska é Banja Luka, que é a sede do governo.

## História
Na entidade municipal que abriga os bairros da cidade de Sarajevo que ficaram em poder “Servo-Bósnio’’ durante a Guerra da Bósnia (1992-1995). A esses bairros se uniram localidades de maioria ‘’Sérvio-Bósnia’’ externas ao raio da capital Bósnia, entre elas a cidade de Pale capital da República Sérvia durante o conflito bélico. A reunião de tais núcleos formou Sarajevo Oriental, uma área municipal com um território razoavelmente extenso ao norte e leste da capital Sarajevo e que, conforme ordenamento jurídico Servo-Bósnio, confirmados pelo Acordo de Dayton, passou a ser a capital da ‘’República Srpska’’, a qual junto com a Federação da Bósnia e Herzegovina e o distrito de Brcko forma a integração denominada República da Bósnia e Herzegovina.
Porém, a falta de infra-estrutura e continuidade urbana de Sarajevo Oriental causou uma falta de decisão política na hora de materializar e implementar na cidade o status de capital da República Srpska (Sérvia). Assim permaneceu a maioria das instituições principais da república com sede em Banja Luka, a principal e mais populosa cidade da entidade “Sérvia” da Bósnia, a qual é capital de fato da “República Spartaca” (Srpska).

## Municipios
Os municípios ou distritos de Sarajevo Oriental são os seguintes: 
- Ilidža Oriental (16.754 hab.)
- Lukavica (9.129)
- Pale (25.000)
- Sokolac (15.500)
- Stari Grad Oriental (3.185)
- Trnovo (RS) (1.642)

## DEsportes
O clube local de Futebol, o FK Slavija Istočno Sarajevo,´joga na primeira liga da  Bósnia-Herzegovina.